# Espinhosa
Espinhosa ist ein Ort und eine ehemalige Gemeinde (Freguesia) im portugiesischen Kreis São João da Pesqueira. Die Gemeinde hatte 168 Einwohner (Stand 30. Juni 2011).
Am 29. September 2013 wurden die Gemeinden Espinhosa und Trevões zur neuen Gemeinde União das Freguesias de Trevões e Espinhosa zusammengeschlossen.